# Willem Bilderdijk
Willem Bilderdijk (Amsterdam, 7 september 1756 – Haarlem, 18 december 1831) was een Nederlands geschiedkundige, taalkundige, dichter en advocaat.

## Jeugd en studie
Bilderdijk werd op 7 september 1756 geboren als zoon van de arts dr. Izaäk Bilderdijk en Sibilla Duyzenddaalders. De dag na zijn geboorte werden de ruiten van het huis van zijn vader aan de Westermarkt ingegooid. Bilderdijk zou dit beschouwen als de eerste aanslag in zijn leven. Zijn vader werd het jaar na zijn geboorte benoemd tot belastingcontroleur, zijn medische praktijk was verlopen vanwege zijn orangistische sympathieën. Door toedoen van Anna van Hannover kreeg zijn vader deze baan toebedeeld. Al vroeg werd Bilderdijk gekweld door "gonzingen in het hoofd van vermoeidheid van denken ontstaan" die hem het leven ondraaglijk maakten. Melancholie en doodsverlangen zouden hem zijn leven lang blijven achtervolgen. In zijn zesde levensjaar werd hij getroffen door een ongeluk aan een voet, waardoor ontsteking van het beenvlies optrad. Medische fouten zorgden ervoor dat hij binnen moest blijven, afgesloten van de buitenwereld en zijn leeftijdgenoten. Ruim tien jaar bracht hij grotendeels binnenskamers door, waar hij zich aan de studie, tekenen en schrijven wijdde. Hier legde hij de basis voor zijn fabelachtige kennis van zaken. Hij dankte zijn vaardigheden als tekenaar en etser aan het onderwijs van Johannes van Dreght, die gedurende tien jaar zijn leraar is geweest.

## Dichtkunst
In 1776 bekroonde het Leidse dichtgenootschap 'Kunst wordt door Arbeid Verkreegen' zijn vers over de 'Invloed van de dichtkunst op het staetsbestuur' met de gouden medaille. Zijn ambitie om zich geheel aan de dichtkunst te wijden, werd door zijn strenge vader, arts en later belastinginspecteur, niet gesteund. In hetzelfde jaar begon hij met tegenzin als boekhouder op het kantoor van zijn vader te werken. In 1780 kon hij, inmiddels bekend als dichter en in contact met Rhijnvis Feith, beginnen aan zijn studie rechten aan de Universiteit Leiden. Twee jaar later rondde hij deze studie af en vestigde hij zich als advocaat te Den Haag. In 1781 zag zijn bundel met licht erotische verzen, Mijn Verlustiging, met de door hem zelf geëtste vignetten, het licht.

## Advocaat

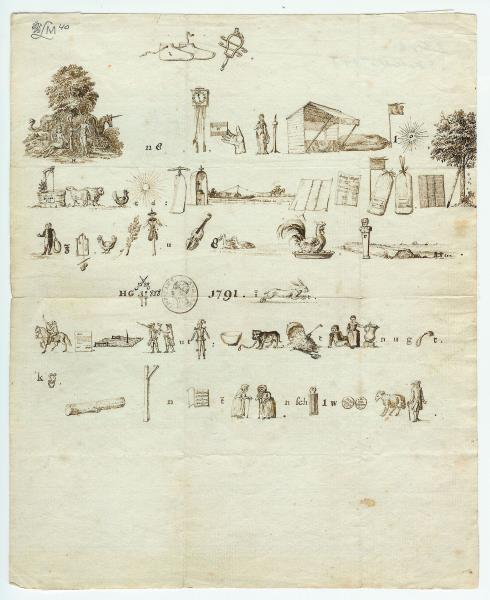
Rebusbrief van Bilderdijk aan zijn schoonzus (1791)
(Collectie Letterkundig Museum)

In 1785 trad hij in het huwelijk met Catharina Rebecca Woesthoven (1763-1828). Als advocaat verdedigde hij vooral de prinsgezinden, onder anderen de legendarische volksvrouw Catharina Mulder, alias Kaat Mossel. Maar zonder zijn eigen overtuiging te loochenen, verdedigde hij ook vervolgde patriotten.
In de zomer van 1787, toen de burgeroorlog tussen prinsgezinden en patriotten op zijn hoogtepunt was, werd Bilderdijk naar Wezel gezonden, waar het Pruisische leger een inval voorbereidde. Zijn opdracht was het "om de manifesten van Brunswijk in het Nederlands te vertalen en de hertog bij diens opmars wegwijs te maken in de middeleeuwse lappendeken die de Republiek en ieder land afzonderlijk was."

## Inval Franse leger
In 1795, met de inval van de Franse legers en de vlucht van stadhouder Willem V naar Engeland, werd hij als advocaat gedwongen de verworvenheden van de Franse Revolutie te erkennen. Hij weigerde en werd gedwongen het land te verlaten. Het inmiddels sterk bekoelde huwelijksleven, het diepe leed van drie jonggestorven kinderen en de vele schuldeisers die hem achtervolgden, deden hem besluiten naar de stad Groningen af te reizen.

## Brunswijk
In 1795 ontmoette hij in Londen de negentienjarige dochter van de schilder Hendrik Willem Schweickhardt, Katharina Wilhelmina Schweickhardt op wie hij verliefd werd. Nadat haar vader hem de toegang tot zijn woning had ontzegd, ontstond een vurige correspondentie tussen de twee geliefden. Hoewel de echtscheiding tussen Bilderdijk en zijn vrouw pas vele jaren later een feit werd, beschouwde hij Katharina Wilhelmina in 1797 als zijn nieuwe vrouw. In de zomer vertrok hij naar Brunswijk, waar hij door het geven van lessen in een groot aantal vakken in zijn onderhoud voorzag. Katharina Wilhelmina was hem gevolgd, maar woonde op enkele uren afstand van Brunswijk. Ook in ballingschap werd hij getroffen door ellende. Van de vijf kinderen die Katharina hem in Duitsland schonk, stierven er vier op jeugdige leeftijd. Pas in 1802, nadat hij officieel van Catharina Rebecca Woesthoven was gescheiden, voegde hij zich bij zijn geliefde. Ze bleven nog vier jaar in Brunswijk. Hij zag kans naast zijn lessen een tiental bundels verzen te publiceren. In 1806 kon de 50-jarige Bilderdijk naar zijn vaderland terugkeren. Het hoogleraarsambt dat voor hem scheen weggelegd, ging aan hem voorbij. Hij gaf Nederlandse les aan Lodewijk Napoleon en werkte aan de totstandkoming van een Koninklijke Bibliotheek.

## Eendracht maakt macht

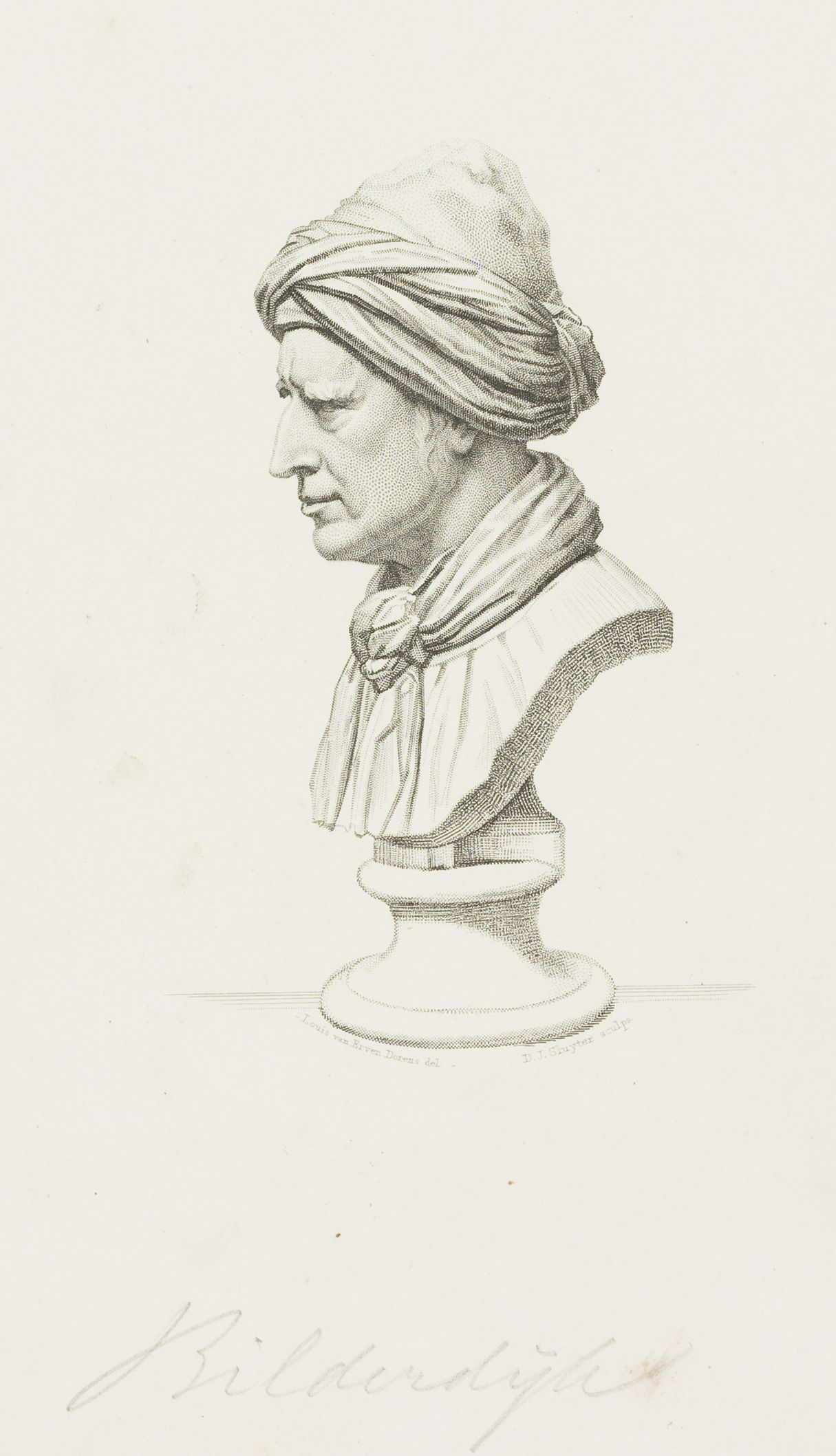
Bilderdijk (door Dirk Sluyter)

Men schrijft het motto van de Orde van de Unie, "Eendracht maakt macht" toe aan Bilderdijk, een fanatiek voorstander van een moderne eenheidsstaat, die de koning Nederlands leerde en voor de tekst op de keerzijde "Doe wel en zie niet om" het beroemde ezelsbruggetje "D'ou elle ainsi ni d'homme" bedacht. Het betekent zoiets als: "Als het geen vrouw was, moet het een man geweest zijn".
Na de Leidse buskruitramp in 1807, waarbij Bilderdijks huis onbewoonbaar was geworden, trok het gezin naar Den Haag en vervolgens naar Amsterdam.
Ondanks de gunsten die Lodewijk Napoleon hem verleende, voelde Bilderdijk zich nog altijd ziek en ongelukkig. Het gezin was bovendien getroffen door vele miskramen. Hij wilde niets liever dan hoogleraar worden, maar zijn moeilijke karakter had hem niet geliefd gemaakt. Tot overmaat van ramp verloor hij met het vertrek van Lodewijk Napoleon in 1810 ook een deel van zijn inkomsten. Ondanks de productieve periode waarin hij veel werk verrichtte, leefde hij van brood en gerstewater en zocht hij zijn toevlucht in het gebruik van opium.
Inmiddels was het enthousiasme voor de Fransen omgeslagen in haat. Gelukkig beschouwde de nieuwe monarch Willem I Bilderdijk nog steeds als een trouwe volgeling van het Oranjehuis. Hij verleende hem een jaargeld, maar kon hem niet aan het begeerde professoraat helpen.

## Leiden

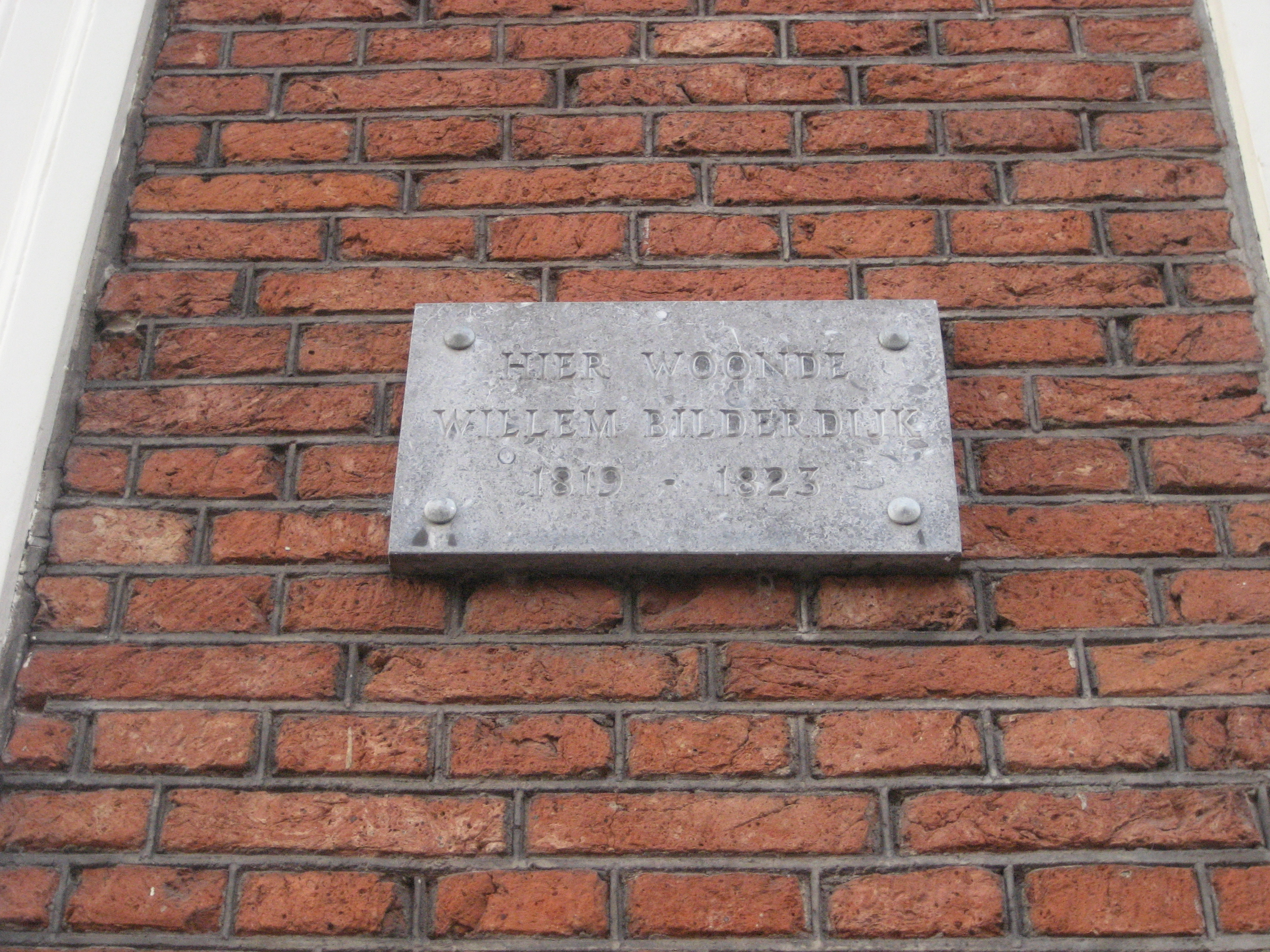
Plaquette Rapenburg, Leiden. "Hier woonde Willem Bilderdijk, 1819-1823"

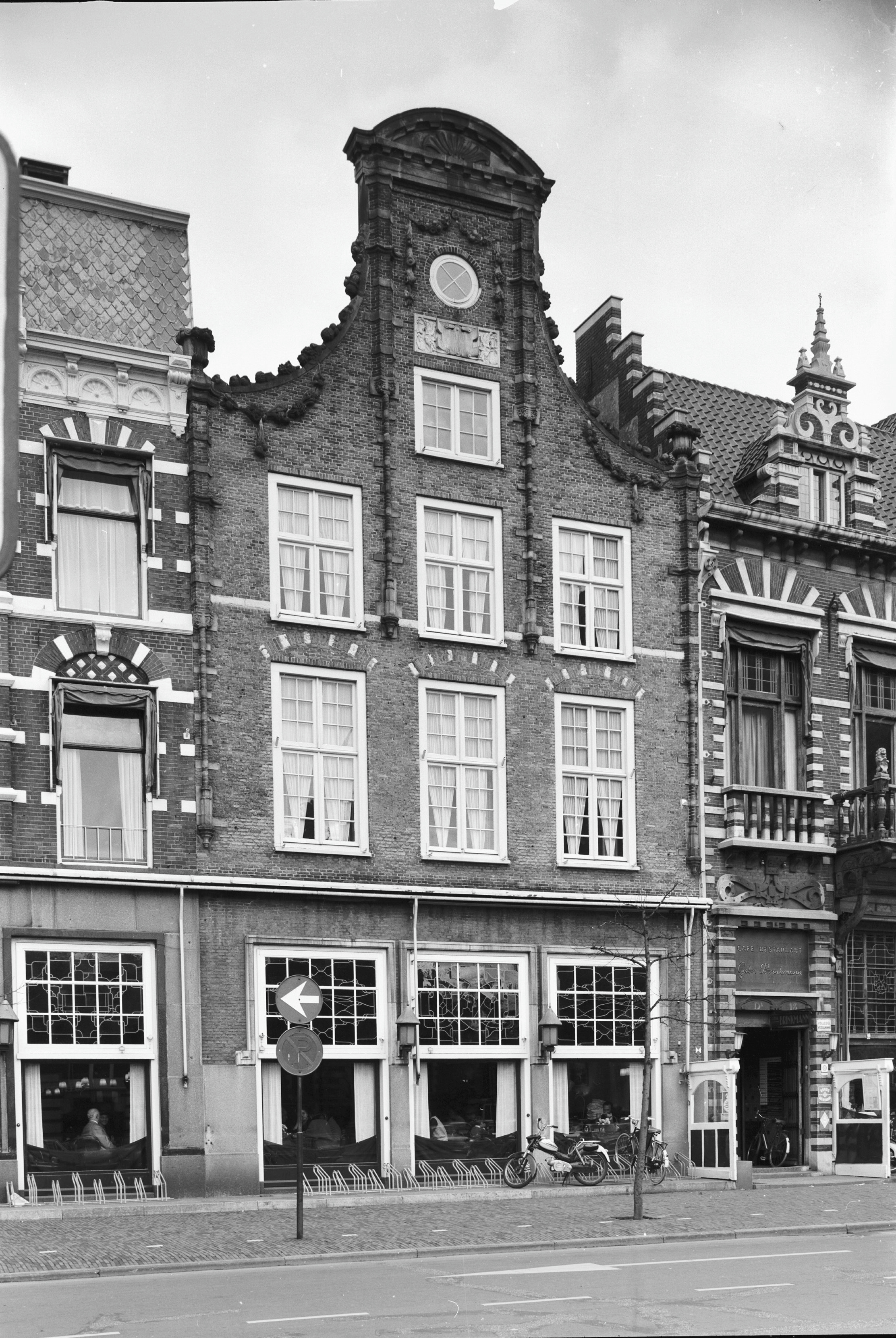
Het huis van Bilderdijk aan de Grote Markt in Haarlem, dat later tot café-restaurant Brinkmann behoorde (foto uit 1964)

In 1817 vertrok Bilderdijk naar Leiden, waar hij tien jaar onder beroerde omstandigheden zou verblijven. Als privaatdocent gaf hij les in de vaderlandse geschiedenis, waardoor hij grote politieke en religieuze invloed uitoefende. Zijn voornaamste leerling Isaäc da Costa publiceerde in 1823 het geruchtmakende en geheel in Bilderdijkiaanse trant geschreven 'De Bezwaren tegen den Geest der Eeuw'. Ook diens medestudenten Jacob van Lennep en Dirk van Hogendorp waren danig onder de indruk van de ideeën van Bilderdijk.

## Religie
In die tijd was Bilderdijk orthodox protestant, hij was aanhanger van de predestinatieleer en geloofde dat het gezag van het land door God was aangesteld; dit gold zowel voor de stadhouders als voor koning Lodewijk Napoleon en voor koning Willem I. 
Vanwege Bilderdijks naam als dichter nam ook Jacob van Lennep, vanaf 1821, deel aan zijn privé-colleges. Via deze colleges echter werd hij dusdanig fanatiek in zijn geloof dat zijn vader zich danig zorgen maakte en aan een bevriende adviseur van koning Willem I vroeg of Bilderdijk kon worden overgeplaatst. David Jacob van Lennep schreef: Twee of drie bezoeken bij hem (Bilderdijk, red.) hebben mijn zoon reeds tot een proseliet van hem gemaakt, en schoon ik op zijne jaren liever zie, dat hij in dit, dan in het tegenovergesteld excès valle, zoo behagen mij echter geene excessen, hoe ook genaamd.. Na afloop van zijn studie, omstreeks 1828, nam Van Lennep afstand hiervan en speelde de religie bij hem een kleinere rol.
Bilderdijks reactionaire denkbeelden leidden tot heftige polemieken, die hem vijanden opleverden. Een van zijn belangrijkste tegenstanders was de katholieke apologeet en historicus Joachim le Sage ten Broek, die hem regelmatig aanviel op zijn godsdienstige overtuigingen en hem in een openbare brief uitnodigde terug te keren naar de katholieke Kerk.

## Haarlem

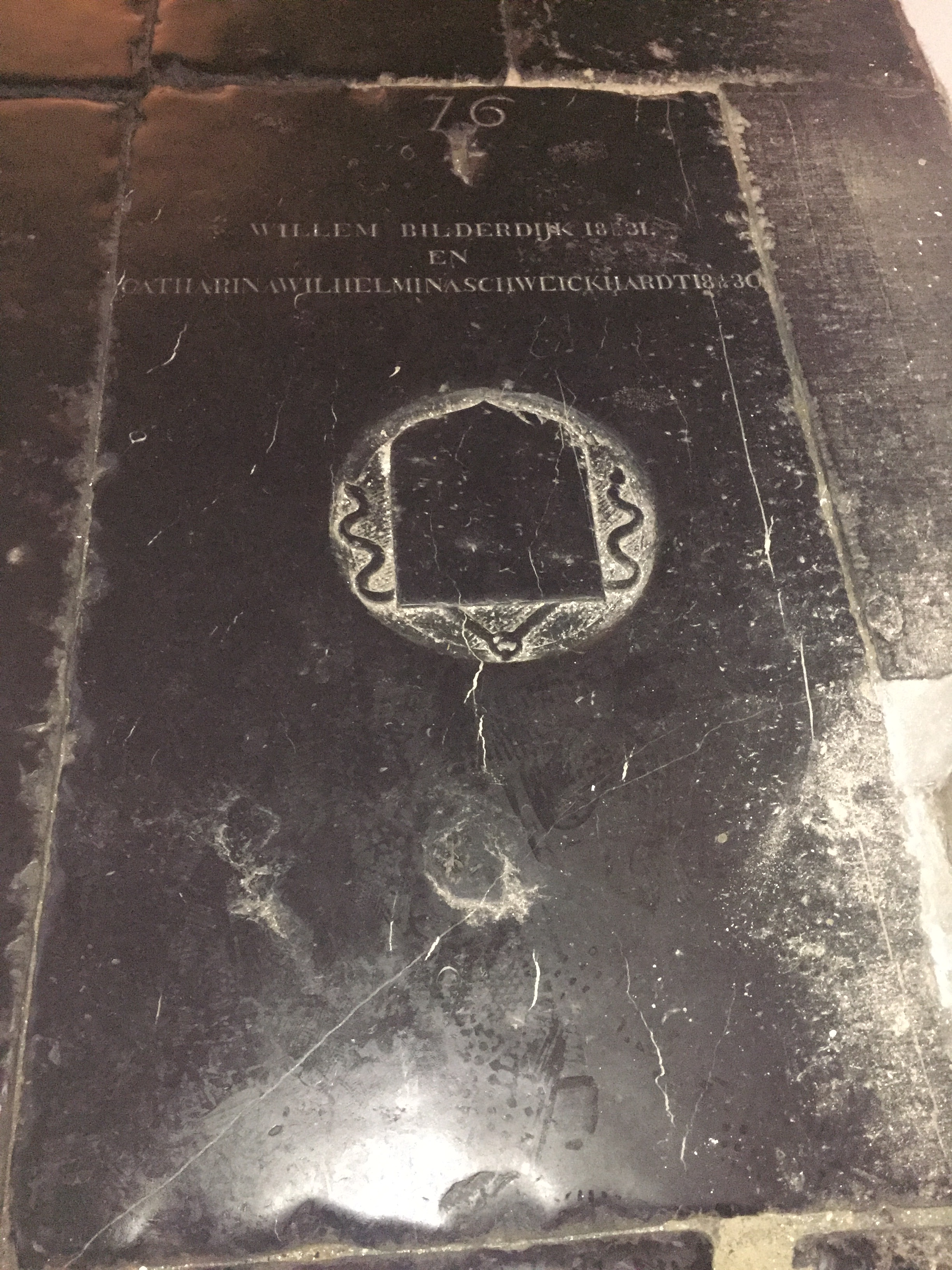
Graf van Bilderdijk in Haarlem

Verbitterd vertrok hij in 1827 uit Leiden, waar hij ruim vijfentwintig dichtbundels en talloze verhandelingen en vertalingen had geschreven, naar Haarlem. Daar stierf in 1830 zijn geliefde vrouw en bleef hij achter met zijn zoon Lodewijk. Bilderdijk gebruikte in deze jaren geregeld het pseudoniem 'Graaf van Teisterbant'. Op 18 december 1831 stierf de dichter in zijn huis aan de Grote Markt in Haarlem op 75-jarige leeftijd. Als laatste werd hij begraven in de Grote of Sint-Bavokerk.

## Betekenis van Bilderdijk
De blijvende betekenis van Bilderdijk voor de Nederlandse cultuur ligt vooral in zijn werk als privaatdocent vaderlandse geschiedenis in Leiden. Hier verzamelde hij een groep jonge mannen om zich heen, die later belangrijk zijn geweest in het zogenoemde Réveil, een internationale opleving in de christelijke wereld aan het begin van de 19e eeuw. Bilderdijk kan als de geestelijke vader van het Nederlandse Réveil worden aangemerkt. Tot de personen die zijn privaatcolleges bezochten, behoorden onder meer: Isaäc da Costa, Abraham Capadose, Willem van Hogendorp, Dirk van Hogendorp, Willem de Clercq en Guillaume Groen van Prinsterer. Door de dissertaties en de activiteiten van deze mensen heeft Bilderdijk een stempel gezet op het geestesleven van de 19e eeuw. Mede door hun toedoen werd de overheersing van het Liberalisme gebroken. De historicus Jan Romein rekent hem tot de erflaters van onze beschaving.
De collectie van het Bilderdijk Museum bevat niet alleen handschriften van Bilderdijk (brieven en kladaantekeningen), maar ook bijzondere attributen, waaronder afgietsels van Bilderdijks rechterhand. De collectie kan geraadpleegd worden in de Universiteitsbibliotheek Leiden.

## Bibliografie

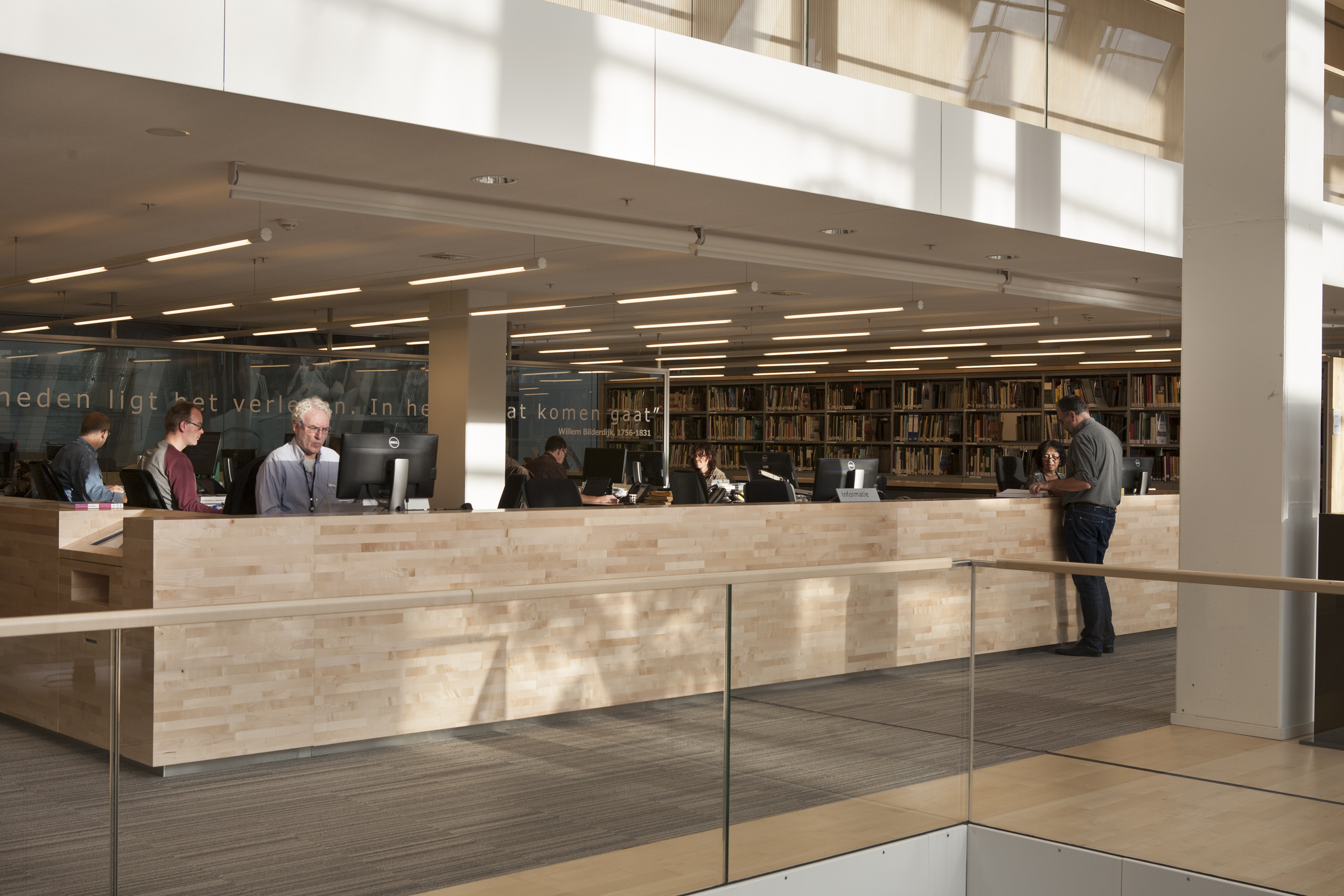
De tekst In het heden ligt het verleden, in het nu wat komen gaat op een glasplaat in het gebouw van de Rijksdienst voor het Cultureel Erfgoed in Amersfoort.

## Spreuk
Het allerdierbaarst goed
Is vrede van 't gemoed
In voor- en tegenspoed.

## Werken van Bilderdijk
- (en)  De ondergang der eerste Wareld  op Project Gutenberg

- Bibliothèque nationale de France: cb12529834d (data)
- Biografisch Portaal: 02172829
- Digitale Bibliotheek voor de Nederlandse Letteren: bild002
- Gemeinsame Normdatei: 118985833
- International Standard Name Identifier: 0000 0000 8339 464X
- Library of Congress Control Number: n80156398
- Nationale Bibliotheek van Israël: 987007258622405171
- Nederlandse Thesaurus van Auteursnamen: 06847685X
- RKD-Nederlands Instituut voor Kunstgeschiedenis: 8403
- Istituto Centrale per il Catalogo Unico: UBOV110243
- SNAC: w6tt5n26
- Système universitaire de documentation: 034554432
- Union List of Artist Names: 500172498
- Virtual International Authority File: 14882166
- WorldCat: E39PBJxxk9CpqkQf9DJmywMdcP